# Willie Huber
Wilhelm Heinrich Huber (15 de janeiro de 1958 - 28 de junho de 2010) foi um jogador de hóquei no gelo canadense que disputou por dez anos a National Hockey League (NHL), principalmente com o Detroit Red Wings e New York Rangers.